# Tanja Wörle
Tanja Wörle (* 6. Juli 1980 in Krumbach) ist eine ehemalige deutsche Fußballspielerin.

## Karriere

### Vereine
Tanja Wörle begann sechsjährig bei der TSG Thannhausen mit dem Fußballspielen und wechselte mit 12 Jahren zum SV Billenhausen, ehe die Vereine TSV Krumbach, TSV Schwaben Augsburg und der VfL Sindelfingen folgten. Dem Jugendalter entwachsen, gehörte sie in der Saison 1997/98 dem Bundesligisten SC Klinge Seckach an. Ihr Debüt krönte sie am 15. März 1998 (15. Spieltag) beim 3:0-Heimsieg über den Hamburger SV mit ihrem ersten Bundesligator zum zwischenzeitlichen 2:0 in der 60. Minute. Mit dem Abstieg des Vereins in die Zweitklassigkeit wechselte sie zur Saison 1998/99 zum amtierenden Meister FSV Frankfurt für den sie vier Ligaspiele bestritt und zwei Tore erzielte.
Von 1999 bis 2005 gehörte sie dem Kader des FC Bayern München an, ehe sie in den Norden, zum Ligakonkurrenten Hamburger SV, wechselte. Nach nur einem halben Jahr löste sie aus gesundheitlichen Gründen ihren Vertrag auf und kehrte in ihre bayerische Heimat zurück. Am 10. September 2006 (1. Spieltag) gab sie für den Bundesliga-Aufsteiger TSV Crailsheim mit dem 3:0-Sieg beim SC Freiburg bereits ihr Comeback. Nach zwei Spielzeiten kehrte sie zum FC Bayern München zurück, mit dem sie 2009 denkbar knapp und erst am letzten Spieltag Zweiter der Meisterschaft wurde. Am 6. März 2011 erlitt sie in der 15. Spielminute beim 2:1-Heimsieg über den VfL Wolfsburg einen Kreuzbandriss. Zum Saisonausklang, am 28. Mai 2012 (22. Spieltag) kam sie zum ersten Mal wieder zum Einsatz, als sie mit den Bayern im Heimspiel gegen den Hamburger SV mit 4:1 siegte.
Nachdem Wörle in der Saison 2012/13 verletzungsbedingt abermals nicht eingesetzt werden konnte, beendete sie ihre Karriere. Seither arbeitet sie als Pädagogin im Juniorinnen-Bereich des FC Bayern sowie als Teambetreuerin der ersten Mannschaft.

### Nationalmannschaft
Nachdem Wörle bereits für die U-16-, U-18-  und die U-21-Nationalmannschaft zum Einsatz gekommen war, debütierte sie am 2. September 1999 in Plauen beim 3:1-Sieg über die Auswahl Russlands, als sie in der 84. Spielminute für Bettina Wiegmann eingewechselt wurde. Ihr letztes Länderspiel bestritt sie am 14. Oktober 1999 in Oldenburg beim 5:0-Sieg über die Auswahl Islands.
Im Halbfinale der 1. U-18-Europameisterschaft der Frauen 1998 unterlag sie mit der Nationalmannschaft  dem späteren Europameister Dänemark mit 0:1 Toren (nach Hin- und Rückspiel).
Bei der U-18-Europameisterschaft der Frauen 1999 erreichte sie mit der Nationalmannschaft den 2. Platz, da – obwohl punktgleich mit dem Europameister Schweden – der direkte Vergleich (Schweden gewann gegen Deutschland mit 1:0) den Ausschlag bei der Titelvergabe gab.

## Erfolge
- DFB-Pokal-Siegerin 2012
- Bundesliga-Cup-Siegerin 2003,[1] 2011
- Bayerischer Meister 2000 und Aufstieg in die Bundesliga
- DFB Ü35 Frauen-Cup 2018

## Sonstiges
Wörle stammt aus einer Fußballerfamilie. Ihr Vater Günther Wörle war Bayernligaspieler und später erfolgreicher Trainer im Amateurbereich. Ihr jüngerer Bruder Thomas Wörle war Profifußballer bei der SpVgg Greuther Fürth und trainierte von 2010 bis 2019 die Frauenmannschaft des FC Bayern München.
Tanja Wörle hat ein Pädagogik-Studium erfolgreich absolviert.
Mit dem 2017 von Navina Omilade gegründeten Ü35-Team des FC Bayern München gewann sie am 16. September 2018 den zweitägigen Wettbewerb um den DFB-Ü35-Frauen-Cup in Berlin.